# Novel·la detectivesca

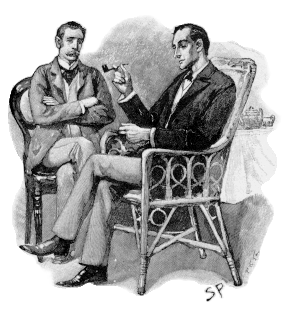
Sherlock Holmes i el Dr. Watson. Il·lustració de Sidney Paget per a "The Greek Interpreter", Strand Magazine, setembre de 1893

La novel·la detectivesca és un gènere novel·lístic centrat en la investigació d'un delicte, generalment l'assassinat, per part d'un protagonista (sovint individual), un "detectiu", que pot ser, bàsicament, un simple aficionat, un professional de caràcter privat o un funcionari de la policia. La novel·la detectivesca és un dels grans gèneres que conformen la novel·la de gènere i constitueix una de les lectures de major èxit popular. El camp de la novel·la detectivesca s'encavalca a voltes amb el d'altres gèneres, com ara la novel·la d'acció (el thriller en anglès) i la novel·la de misteri.

## Concepte i terminologia
En català, la designació d'aquest gènere és imprecisa i fluctuant; hom li aplica diversos termes indistintament. Fins als anys seixanta, els termes més habituals eren novel·la policíaca i novel·la detectivesca (generalment, en la forma col·loquial novel·la de detectius); novel·la criminal és més rar. També hi ha la forma popular tradicional novel·la de lladres i serenos (encunyada als cinemes de barriada barcelonins), que avui sovint és emprada irònicament. En l'actualitat, el terme més difós és novel·la negra (del francès roman noir), tot i que, com insisteixen els especialistes, aquesta designació és específica d'un dels subgèneres de la novel·la detectivesca; potser ha contribuït a aqueixa popularitat del terme novel·la negra el fet que es tracta de gairebé l'únic subgènere conreat en la literatura catalana contemporània.
En les altres llengües romàniques, el panorama terminològic és similar. Així, tenim l'espanyol amb novela policíaca, novela negra, etc.; l'italià amb romanzo poliziesco i (per la coberta groga de la primera col·lecció especialitzada italiana) romanzo giallo (o, més sovint, giallo i prou); el portuguès, amb romance policíaco, romance de detetive i romance negro (romance noir al Brasil)... En la literatura francesa -màxima potència romànica en el camp de la novel·la detectivesca- sovint hom distingeix entre el roman noir (antonomàstic de la llegendària col·lecció Série noire) d'una banda i de l'altra el roman policier (amb la contracció polar) o roman criminel, sense que hi manquin termes especialitzats tan útils com roman de detection/roman problème/roman à énigme.
La literatura anglosaxona, que, com se sap, és la primera potència mundial de la novel·la detectivesca, presenta una major estandardització terminologicoconceptual, bé que amb fluctuacions. El terme genèric hi acostuma de ser detective fiction (crime fiction vehicula normalment un concepte més ampli) i els subgèneres principals es designen com a whodunit ('qui-ho-ha-fet'), police procedural ('procediment policíac') i hard boiled ('ben bullit' o 'bullit a pressió' - de fet, el terme culinari d'on s'origina l'expressió es refereix als ous durs, que en anglès són "hard boiled eggs").
Ací proposem una terminologia estandarditzada basada en la sistematització conceptual, tot aprofitant l'experiència d'altres cultures i matisant la terminologia en ús en la nostra llengua. Així doncs, i atès que en aquest gènere sovint hom anomena detectiu tot investigador de crims (aficionat, civil professional o policia), emprem novel·la detectivesca com a terme genèric amb què designar tot el gènere, equivalent, doncs, a l'anglès detective fiction. Com a termes específics designadors dels subgèneres principals emprem novel·la enigma, novel·la policíaca i novel·la negra, equivalents, respectivament, dels anglesos whodunit, police procedural i hard boiled.

## Subgèneres de la novel·la detectivesca
Els subgèneres principals de la novel·la detectivesca són els següents: 
- novel·la enigma: tracta el crim com a misteri a resoldre, la qual cosa permet desplegar els dots excepcionals de l'investigador, més o menys excèntric, en general; d'aquesta manera, el centre d'interès és la investigació en si, per damunt del crim. Sovint es desenvolupa en ambients sofisticats de classe alta i tendeix a retratar el crim com a incident aïllat i estrictament individual, mer parèntesi en un statu quo immutable i bàsicament just.
- novel·la policíaca: protagonitzada per funcionaris de la policia, en retrata els procediments.
- novel·la negra: de voluntat realista i sovint crítica, no defuig els aspectes sòrdids del crim i el tracta com a símptoma de la societat que el fa possible.

Citem, així mateix, el drama judicial, en què la investigació del crim es produeix en el context d'un judici (i hi pot ser l'acusat innocent o culpable), en què l'investigador sovint és advocat o fiscal.
Hi ha altres subgèneres íntimament relacionats amb la novel·la detectivesca, però dotats de característiques que fan preferible d'encabir-los en la novel·la d'acció (per exemple, la novel·la d'espionatge i el rififì) o bé en la novel·la de misteri (per exemple, la novel·la de misteri psicològic, també coneguda com a 'de suspens'). Les novel·les de gàngsters poden constituir un subgènere conjuntament, però cal incloure-les en la novel·la policíaca o en la novel·la d'acció segons l'element emfasitzat en cada obra concreta.